# 鐮鰭新亮麗鯛
鐮鰭新亮麗鯛，為輻鰭魚綱鱸形目隆頭魚亞目慈鯛科的其中一種，分布於非洲坦干伊喀湖流域，為特有種，體長可達8.1公分，棲息在中底質水域，生活習性不明。

## 擴展閱讀
維基物種上的相關：鐮鰭新亮麗鯛